# Justin Kurian
Justin Kurian este autorul apreciatului „The Sunlight Lies Beyond” (Lumina soarelui se află dincolo - trad.), povestea unui tânăr american care trăiește în România, aflat într-un voiaj al descoperirii de sine.

## The Sunlight Lies Beyond (roman)
Romanul se desfășoară în 1992, la scurt timp după căderea regimului comunist al lui Nicolae Ceaușescu. Romanul este considerat o sinteză excelentă a diferitelor categorii umane în cadrul unei societăți post-comuniste și este adesea menționată ca o ilustrare exactă a acestor vremuri.

## Biografie
Justin Kurian s-a născut în New York. A absolvit în 1994 la Universitatea Wesleyan specializarea literatură americană, apoi la Brooklyn Law School în 1998. A lucrat anterior ca avocat în cadrul Legal Aid Society din Manhattan. A trăit mulți ani în străinătate în România, Spania și Anglia. A fost invitat ca lector la clubul scriitorilor de ficțiune Gothamwriters.

## Alte surse
- https://www.postcommunistliterature.org/novels Arhivat în 19 decembrie 2021, la Wayback Machine. Romane care se desfășoară după căderea comunismului. Accesat in 2021-12-19
- https://docplayer.net/62026175-Cuprins-1-filozofie-filozofia-spiritului-filozofia-culturii-ocultism-sisteme-filozofice-psihologie.html pagina 105, Indexul cărților despre România. Accesat in 2021-12-19
- https://www.americansineurope.com/novels/%5Bnefuncțională%5D Americani aflați în Europa care își descoperă sinele. Accesat in 2021-12-19
- https://catalog.loc.gov/vwebv/search?searchArg=justin+kurian&searchCode=GKEY%5E*&searchType=0&recCount=25&sk=en_US Articol din Library of Congress. Accesat in 2021-12-19
- https://www.transylvania-ghosts.com/transylvania Arhivat în 19 decembrie 2021, la Wayback Machine. Website despre popularitatea Transilvaniei în cultura populară. Accesat  in 2021-12-19